# 薩多韋 (克拉斯尼奧克尼區)
47°19′42″N 29°27′47″E / 47.32833°N 29.46306°E
薩多韋（烏克蘭語：Садове）是位於烏克蘭西南部的村莊，由敖德萨州波季利斯克区的奧克尼市鎮負責管轄。該村始建於1840年，面積0.44平方公里，海拔高度112米，2001年人口136，人口密度每平方公里309.09人。